# هتل آرتمیس
هتل آرتمیس (به انگلیسی: Hotel Artemis) یک فیلم آمریکایی دلهره‌آور، نوآر و پادآرمان‌شهری به کارگردانی و نویسندگی درو پیرس، در اولین تجربه کارگردانی فیلم بلند است. جودی فاستر، استرلینگ کی براون، سوفیا بوتلا، جف گلدبلوم، چارلی دی، برایان تایری هنری، جنی سلیت، دیوید باتیستا و زکری کینتو از بازیگران این فیلم هستند. فیلم داستان پرستاری به نام جین توماس با بازی فاستر را روایت می‌کند که مدیریت یک بیمارستان زیرزمینی در لس آنجلس را بر عهده دارد. هتل آرتمیس در ایالات متحده در تاریخ ۸ ژوئن ۲۰۱۸ اکران شد و ۱۳٫۳ میلیون دلار فروش کرد. این فیلم با نقدهای متفاوتی از سوی منتقدان مواجه شد. سبک بصری، فیلمنامه و بازیگری جذاب آن تحسین شد، اما اجرای آن را ضعیف دیده شد.

## داستان
در سال ۲۰۲۸ در لس آنجلس زمانی که جنایت و آشوب به اوج خود رسیده جین توماس یک پرستار است که وظیفه مدیریت یک بیمارستان زیرزمینی برای خلافکاران شرور را برعهده دارد، تا زمانی که می‌فهمد یکی از مریضان بیمارستان سعی دارد یک مریض دیگر را به قتل برساند.

## بازیگران
- جودی فاستر در نقش جین توماس / پرستار[۶]
- استرلینگ کی براون در نقش وایکیکی / شرمن
- سوفیا بوتلا در نقش نیس[۷]
- جف گلدبلوم در نقش اورین فرانکلین / نایگارا / پادشاه گرگ
- برایان تایری هنری در نقش هونولولو / لِو[۸]
- جنی سلیت در نقش مورگان
- زکری کینتو در نقش کراسبی فرانکلین[۹]
- چارلی دی در نقش آکاپولکو
- دیو باتستا در نقش اورست[۱۰]
- کنت چوی در نقش بوک
- جاش دوهامل در نقش پی-۲۲

## انتشار
قبل از شروع فیلمبرداری، لاینزگیت حق پخش بین‌المللی فیلم را در جشنواره بین‌المللی فیلم برلین به دست آورد. اوپن رود فیلمز نیز حق پخش فیلم در آمریکای شمالی را به دست آورد.
هتل آرتمیس در ۸ ژوئن ۲۰۱۸ منتشر شد. فیلم نخستین بار در تئاتر ریجنسی ویلیج در وست‌وود، لس آنجلس و در تاریخ ۱۹ مه ۲۰۱۸ به روی پرده رفت. اوپن رود فیلمز برای تبلیغ فیلم، مجموعه‌ای از پوسترهای شخصیت‌ها را منتشر کرد که هر کدام ادای احترامی به یک مرجع ادبی یا یک فیلم مشهور از لس آنجلس داشتند. پوستر استرلینگ کی براون با جلد رمان خداحافظی طولانی اثر ریموند چندلر و پوستر چارلی دی با پوستر فیلم ژیگولوی آمریکایی ادغام شد.

### پاسخ منتقدین

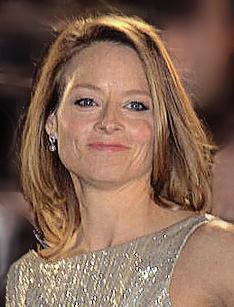
بازی جودی فاستر در نقش جین توماس / پرستار مورد تحسین منتقدان قرار گرفت.

میک لاسال از سان فرانسیسکو کرونیکل نخستین تجربه نویسندگی و کارگردانی پی‌یرس را برای ایجاد تعادل بین «پوچی و نتیجه» تحسین کرد. لاسال همچنین «هیجانات واقعی، بازیگران جذاب و بازی‌های قوی» فیلم را ستایش کرد.
ریچارد روپر از شیکاگو سان-تایمز بازیگران و سازندگان فیلم را به دلیل انجام کاری متفاوت تحسین کرد اما از اینکه فیلم «بیش از حد قابل پیش‌بینی و تکراری» است، انتقاداتی داشت.